# Collegio plurinominale Veneto - 01 (2017)
Il collegio elettorale plurinominale Veneto - 01 è stato un collegio elettorale plurinominale della Repubblica Italiana per l'elezione del Senato tra il 2017 ed il 2022.

## Territorio
Come previsto dalla legge elettorale italiana del 2017, il collegio era stato definito tramite decreto legislativo all'interno della circoscrizione Veneto.
Il collegio comprendeva la zona definita dai quattro collegi uninominali Veneto - 01 (Venezia), Veneto - 02 (Belluno), Veneto - 03 (Treviso) e Veneto - 04 (Rovigo).

## Dati elettorali

### XVIII legislatura
Come previsto dalla legge elettorale, 193 senatori erano eletti in 33 collegi plurinominali con ripartizione proporzionale a livello regionale tra le coalizioni e le singole liste che avessero superato la soglia di sbarramento stabilita.
Nel collegio venivano eletti 11 senatori.
| Liste          | Liste                                       | Proporzionale | Proporzionale | Proporzionale | Maggioritario | Maggioritario | Maggioritario |  |
| Liste          | Liste                                       | Voti          | %             | Seggi         | Voti          | %             | Seggi         |  |
| -------------- | ------------------------------------------- | ------------- | ------------- | ------------- | ------------- | ------------- | ------------- |  |
|                | Lega                                        | 367 734       | 31,38         | 3             | 547 979       | 46,76         | 4             |  |
|                | Forza Italia                                | 126 120       | 10,76         | 1             | 547 979       | 46,76         | 4             |  |
|                | Fratelli d'Italia                           | 46 370        | 3,96          | –             | 547 979       | 46,76         | 4             |  |
|                | Noi con l'Italia – UDC                      | 7 755         | 0,66          | –             | 547 979       | 46,76         | 4             |  |
|                | Movimento 5 Stelle                          | 297 519       | 25,39         | 2             | 297 519       | 25,39         | –             |  |
|                | Partito Democratico                         | 207 649       | 17,72         | 1             | 247 279       | 21,10         | –             |  |
|                | +Europa                                     | 29 582        | 2,52          | –             | 247 279       | 21,10         | –             |  |
|                | Italia Europa Insieme                       | 6 033         | 0,51          | –             | 247 279       | 21,10         | –             |  |
|                | Civica Popolare                             | 4 015         | 0,34          | –             | 247 279       | 21,10         | –             |  |
|                | Liberi e Uguali                             | 31 976        | 2,73          | –             | 31 976        | 2,73          | –             |  |
|                | Il Popolo della Famiglia                    | 10 575        | 0,90          | –             | 10 575        | 0,90          | –             |  |
|                | Italia agli Italiani (FN - MSFT)            | 9 122         | 0,78          | –             | 9 122         | 0,78          | –             |  |
|                | CasaPound                                   | 8 116         | 0,69          | –             | 8 116         | 0,69          | –             |  |
|                | Potere al Popolo!                           | 7 379         | 0,63          | –             | 7 379         | 0,63          | –             |  |
|                | Grande Nord                                 | 4 696         | 0,40          | –             | 4 696         | 0,40          | –             |  |
|                | Partito Valore Umano                        | 4 138         | 0,35          | –             | 4 138         | 0,35          | –             |  |
|                | Per una Sinistra Rivoluzionaria (PCL - SCR) | 1 938         | 0,17          | –             | 1 938         | 0,17          | –             |  |
|                | Partito Repubblicano Italiano – ALA         | 1 187         | 0,10          | –             | 1 187         | 0,10          | –             |  |
| Totale         | Totale                                      | 1 171 904     | 100           | 7             | 1 171 904     | 100           | 4             |  |
|                |                                             |               |               |               |               |               |               |  |
| Schede bianche | Schede bianche                              | 11 652        | 0,97          |               |               |               |               |  |
| Schede nulle   | Schede nulle                                | 21 604        | 1,79          |               |               |               |               |  |
| Votanti        | Votanti                                     | 1 205 160     | 77,60         |               |               |               |               |  |
| Elettori       | Elettori                                    | 1 553 134     |               |               |               |               |               |  |

## Eletti

### Eletti maggioritario
Eletti nella coalizione di centro-destra (Lega - FI - FdI - NcI-UDC)
| Collegio uninominale | Eletto | Eletto                             | Partito |
| -------------------- | ------ | ---------------------------------- | ------- |
| 1. Venezia           |        | Maria Elisabetta Alberti Casellati | FI      |
| 2. Belluno           |        | Sonia Fregolent                    | Lega    |
| 3. Treviso           |        | Massimo Candura                    | Lega    |
| 4. Rovigo            |        | Roberta Toffanin                   | FI      |

### Eletti proporzionale
| Lega                                          | Movimento 5 Stelle           | Partito Democratico | Forza Italia  |
| --------------------------------------------- | ---------------------------- | ------------------- | ------------- |
|                                               |                              |                     |               |
| Paolo Saviane Gianpaolo Vallardi Nadia Pizzol | Orietta Vanin Gianni Girotto | Andrea Ferrazzi     | Andrea Causin |

1. ↑  Deceduto in data 20.08.2021; in data 02.12.2021 gli subentra Clotilde Minasi, proclamata eletta nel collegio plurinominale Calabria - 01.
2. ↑  In data 26.01.2021 aderisce al gruppo Europeisti-MAIE-Centro Democratico; in data 30.03.2021 aderisce al gruppo misto, non iscritti; in data 23.12.2021 aderisce alla componente «Italia al Centro (IDEA-Cambiamo!-Europeisti-Noi di Centro (Noi Campani))»; in data 11.07.2022 alla componente «MAIE - Coraggio Italia».